# Torneio Pré-Olímpico da CONCACAF Sub-23 de 2020
O Torneio Pré-Olímpico da CONCACAF Sub-23 de 2020 foi a 15ª edição da competição qualificatória de seleções aos Jogos Olímpicos. Foi realizada no México sob organização da Confederação de Futebol da América do Norte, Central e Caribe (CONCACAF) para jogadores com até 23 anos de idade. Em 13 de março de 2020, a CONCACAF suspendeu todas as competições programadas para ocorrer nos próximos 30 dias devido a pandemia de COVID-19 na América. Em 14 de janeiro de 2021, a CONCACAF anunciou que o Torneio Pré-Olímpico foi marcado para 18 e 30 de março de 2021, já que as Olimpíadas foram adiadas para julho de 2021.

## Equipes participantes
| Equipe               | Participação | Última participação |
| -------------------- | ------------ | ------------------- |
| Canadá               | 9ª           | 2015                |
| Costa Rica           | 7ª           | 2015                |
| El Salvador          | 12ª          | 2012                |
| Estados Unidos       | 11ª          | 2015                |
| Haiti                | 3ª           | 2015                |
| Honduras             | 10ª          | 2015                |
| México (anfintrião)  | 12ª          | 2015                |
| República Dominicana | 1ª           | Estreante           |

## Sedes
As sedes escolhidas pra sediar o torneio foram o Estádio Jalisco de Guadalajara e o Estadio Akron de Zapopan.
| Guadalajara Zapopan | Guadalajara        | Zapopan            |
| Guadalajara Zapopan | Estádio Jalisco    | Estadio Akron      |
| Guadalajara Zapopan | Capacidade: 55 110 | Capacidade: 49 850 |
| Guadalajara Zapopan | Estádio Jalisco    | Estadio Akron      |

## Árbitros
Os árbitros nomeados foram anunciados pela CONCACAF em 23 de fevereiro de 2021.
Árbitros
| - Juan Gabriel Calderón - Iván Barton - Reon Radix | - Mario Escobar - Said Martínez - Daneon Parchment | - Fernando Guerrero - César Arturo Ramos - Jair Marrufo |

Assistentes
| - Iroots Appleton - Juan Carlos Mora - David Morán - Gerson López - Humberto Panjoj | - Walter López - Nicholas Anderson - Ojay Duhaney - Christian Kiabek Espinoza | - Alberto Morin - Henri Pupiro - Ronald Bruna - Frank Anderson |

## Fase de grupos
|  | Equipes classificadas às semifinais |
|  | Equipes eliminadas                  |

Todas as partidas seguem o fuso horário local (UTC−6).

### Grupo A
| Pos. | Seleção              | Pts | J | V | E | D | GP | GC | SG  |
| ---- | -------------------- | --- | - | - | - | - | -- | -- | --- |
| 1    | México               | 9   | 3 | 3 | 0 | 0 | 8  | 1  | +7  |
| 2    | Estados Unidos       | 6   | 3 | 2 | 0 | 1 | 5  | 1  | +4  |
| 3    | Costa Rica           | 3   | 3 | 1 | 0 | 2 | 5  | 4  | +1  |
| 4    | República Dominicana | 0   | 3 | 0 | 0 | 3 | 1  | 13 | –12 |

| 18 de março de 2021 | Estados Unidos | 1 – 0     | Costa Rica | Estádio Jalisco, Guadalajara |
| 15:30               | Ferreira 35'   | Relatório |            | Árbitro: HON Said Martínez   |

| 18 de março de 2021 | México                                  | 4 – 1     | República Dominicana | Estádio Jalisco, Guadalajara |
| 18:00               | Rodríguez 22' · Córdova 51', 69', 90+4' | Relatório | Azcona 73' (pen)     | Árbitro: GRN Reon Radix      |

| 21 de março de 2021 | República Dominicana | 0 – 4     | Estados Unidos                                | Estadio Akron, Zapopan        |
| 17:00               |                      | Relatório | Yueill 60' · Dotson 73', 78' · Mihailovic 90' | Árbitro: JAM Daneon Parchment |

| 21 de março de 2021 | Costa Rica | 0 – 3     | México                             | Estadio Akron, Zapopan   |
| 19:30               |            | Relatório | Antuna 6' · Vega 52' · Córdova 69' | Árbitro: SLV Iván Barton |

| 24 de março de 2021 | Costa Rica                                            | 5 – 0     | República Dominicana | Estádio Jalisco, Guadalajara   |
| 17:00               | Ugalde 29' · Alfaro 43' · Leal 60', 70' · Salazar 72' | Relatório |                      | Árbitro: MEX Fernando Guerrero |

| 24 de março de 2021 | México     | 1 – 0     | Estados Unidos | Estádio Jalisco, Guadalajara  |
| 19:30               | Antuna 45' | Relatório |                | Árbitro: JAM Daneon Parchment |

### Grupo B
| Pos. | Seleção     | Pts | J | V | E | D | GP | GC | SG |
| ---- | ----------- | --- | - | - | - | - | -- | -- | -- |
| 1    | Honduras    | 5   | 3 | 1 | 2 | 0 | 5  | 2  | +3 |
| 2    | Canadá      | 5   | 3 | 1 | 2 | 0 | 3  | 1  | +2 |
| 3    | El Salvador | 4   | 3 | 1 | 1 | 1 | 3  | 4  | –1 |
| 4    | Haiti       | 1   | 3 | 0 | 1 | 2 | 1  | 5  | –4 |

| 19 de março de 2021 | Honduras                              | 3 – 0     | Haiti | Estádio Jalisco, Guadalajara |
| 13:30               | Vuelto 14' (pen), 38' · Rodríguez 18' | Relatório |       | Árbitro: USA Jair Marrufo    |

| 19 de março de 2021 | Canadá            | 2 – 0     | El Salvador | Estádio Jalisco, Guadalajara   |
| 16:00               | Buchanan 17', 21' | Relatório |             | Árbitro: MEX Fernando Guerrero |

| 22 de março de 2021 | Haiti | 0 – 0     | Canadá | Estadio Akron, Zapopan             |
| 16:00               |       | Relatório |        | Árbitro: CRC Juan Gabriel Calderón |

| 22 de março de 2021 | El Salvador | 1 – 1     | Honduras     | Estadio Akron, Zapopan          |
| 18:30               | Márquez 64' | Relatório | Martínez 46' | Árbitro: MEX César Arturo Ramos |

| 25 de março de 2021 | El Salvador      | 2 – 1     | Haiti      | Estádio Jalisco, Guadalajara |
| 17:30               | Pérez 19', 45+3' | Relatório | Louima 21' | Árbitro: USA Jair Marrufo    |

| 25 de março de 2021 | Honduras      | 1 – 1     | Canadá        | Estádio Jalisco, Guadalajara    |
| 20:00               | Maldonado 30' | Relatório | Cornelius 28' | Árbitro: MEX César Arturo Ramos |

## Fase final
|  | Semifinal                 | Semifinal    |                       |       | Final | Final |
|  |                           |              |                       |       |       |       |
|  | 28 de março – Guadalajara |              |                       |       |       |       |
|  |                           |              |                       |       |       |       |
|  | Honduras                  | 2            |                       |       |       |       |
|  | Honduras                  | 2            | 30 de março – Zapopan |       |       |       |
|  | Estados Unidos            | 1            |                       |       |       |       |
|  | Estados Unidos            | 1            | Honduras              | 1 (4) |       |       |
|  | 28 de março – Guadalajara |              | Honduras              | 1 (4) |       |       |
|  |                           | México (pen) | 1 (5)                 |       |       |       |
|  | México                    | México (pen) | 1 (5)                 | 2     |       |       |
|  | México                    |              |                       | 2     |       |       |
|  | Canadá                    | 0            |                       |       |       |       |
|  | Canadá                    | 0            |                       |       |       |       |

### Semifinal
Vencedores desta fase se classificam para os Jogos Olímpicos de Verão de 2020.
| 28 de março de 2021 | Honduras                  | 2 – 1     | Estados Unidos | Estádio Jalisco, Guadalajara |
| 16:00               | Obregón 45+4' · Palma 47' | Relatório | Yueill 52'     | Árbitro: SLV Iván Barton     |

| 28 de março de 2021 | México                   | 2 – 0     | Canadá | Estádio Jalisco, Guadalajara       |
| 19:00               | Antuna 57' · Vásquez 64' | Relatório |        | Árbitro: CRC Juan Gabriel Calderón |

### Final
| 30 de março de 2021 | Honduras      | 1 – 1 (pro) | México           | Estadio Akron, Zapopan        |
| 19:00               | Rodríguez 71' | Relatório   | Macías 80' (pen) | Árbitro: JAM Daneon Parchment |

|                                        |       | Penalidades                     |  |
| Obregón Rodríguez Rivas Meléndez Reyes | 4 – 5 | Vásquez Mozo Antuna Angulo Vega |  |

## Premiação
| Torneio Pré-Olímpico da CONCACAF Sub-23 de 2020 |
| México                                          |
| ----------------------------------------------- |
| México Campeão (8º título)                      |

## Equipes classificadas para osJogos Olímpicos de Tóquio
| Equipe   | Classificada em     | Aparições anteriores1                                                 |
| -------- | ------------------- | --------------------------------------------------------------------- |
| Honduras | 28 de março de 2021 | 4 (2000, 2008, 2012, 2016)                                            |
| México   | 28 de março de 2021 | 11 (1928, 1948, 1964, 1968, 1972, 1976, 1992, 1996, 2004, 2012, 2016) |

1Negrito indica que foi campeão naquela edição, já em itálico indica que foi anfitrião em tal edição.

## Artilharia
4 gols (1)
- Sebastián Córdova

3 gols (1)
- Uriel Antuna

2 gols (7)
- Randall Leal
- Tajon Buchanan
- Joshua Pérez
- Darixon Vuelto
- Edwin Rodriguez
- Hassani Dotson
- Jackson Yueill

1 gol (17)
- Derek Cornelius
- Manfred Ugalde
- Bernald Alfaro
- Aarón Salazar
- Edison Azcona
- Marvin Márquez
- Roberto Louima
- Denil Maldonado
- Douglas Martínez
- Juan Carlos Obregón
- Luis Palma
- Carlos Rodríguez
- Johan Vásquez
- José Juan Macías
- Alexis Vega
- Jesús Ferreira
- Djordje Mihailovic